# Atollo di Ari

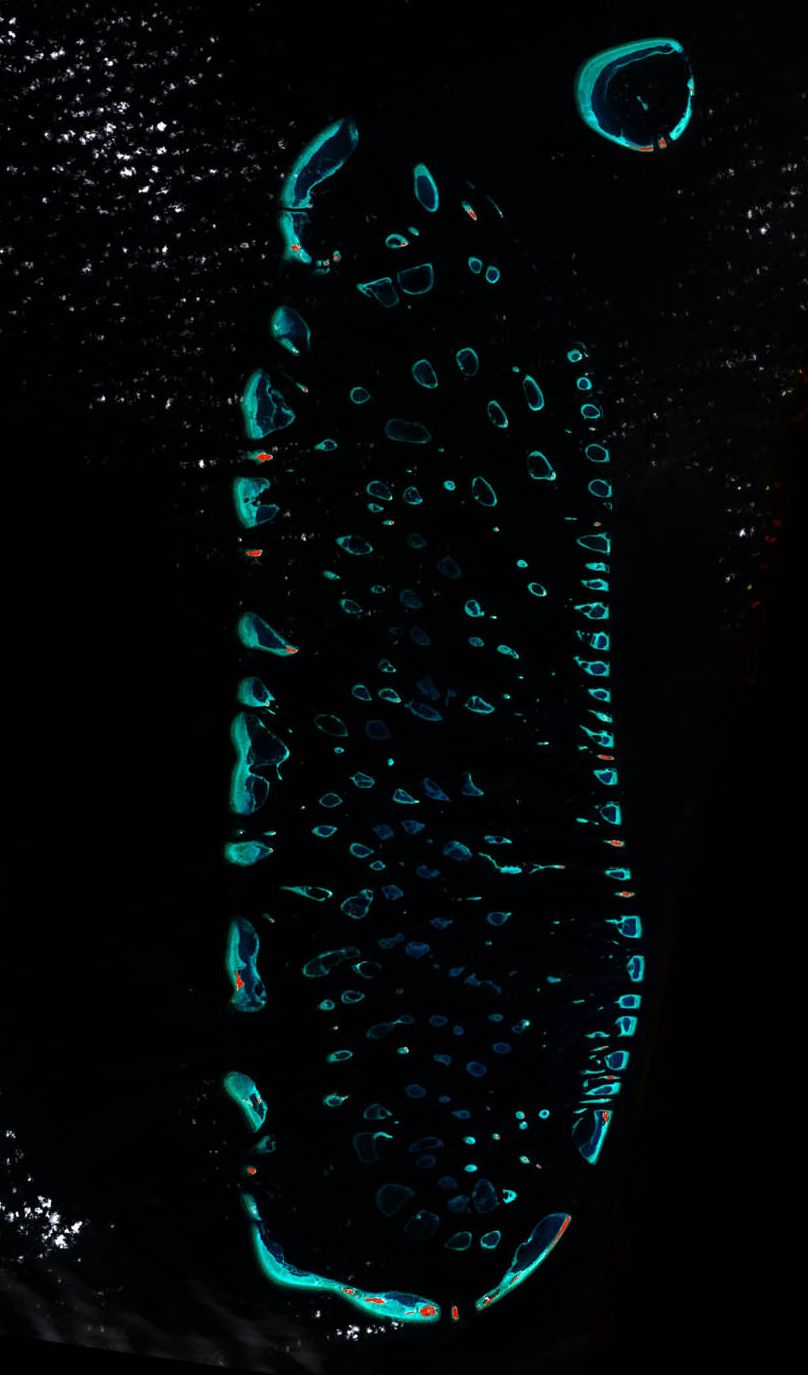
Foto satellitare dell'Atollo di Ari

L'atollo di Ari è un atollo dell'arcipelago delle Maldive, fra i più noti e frequentati per le attività subacquee.

## Suddivisione amministrativa
Amministrativamente è diviso in due porzioni, la settentrionale è l'Atollo Alif Alif, la meridionale è l'Atollo Alif Dhaal.

## Geografia umana
È composto da 82 isole, 18 delle quali abitate da un totale di 14 819 abitanti. Le terre emerse coprono 8,30 km² su una superficie totale di 2271,75 km² dell'atollo che si estende da nord a sud per 89 km in lunghezza e 30 km in larghezza circa.
L'atollo è servito dall'Aeroporto Internazionale Villa Maamigili, situato presso l'abitato di Maamigili.